# Jacob Slichter

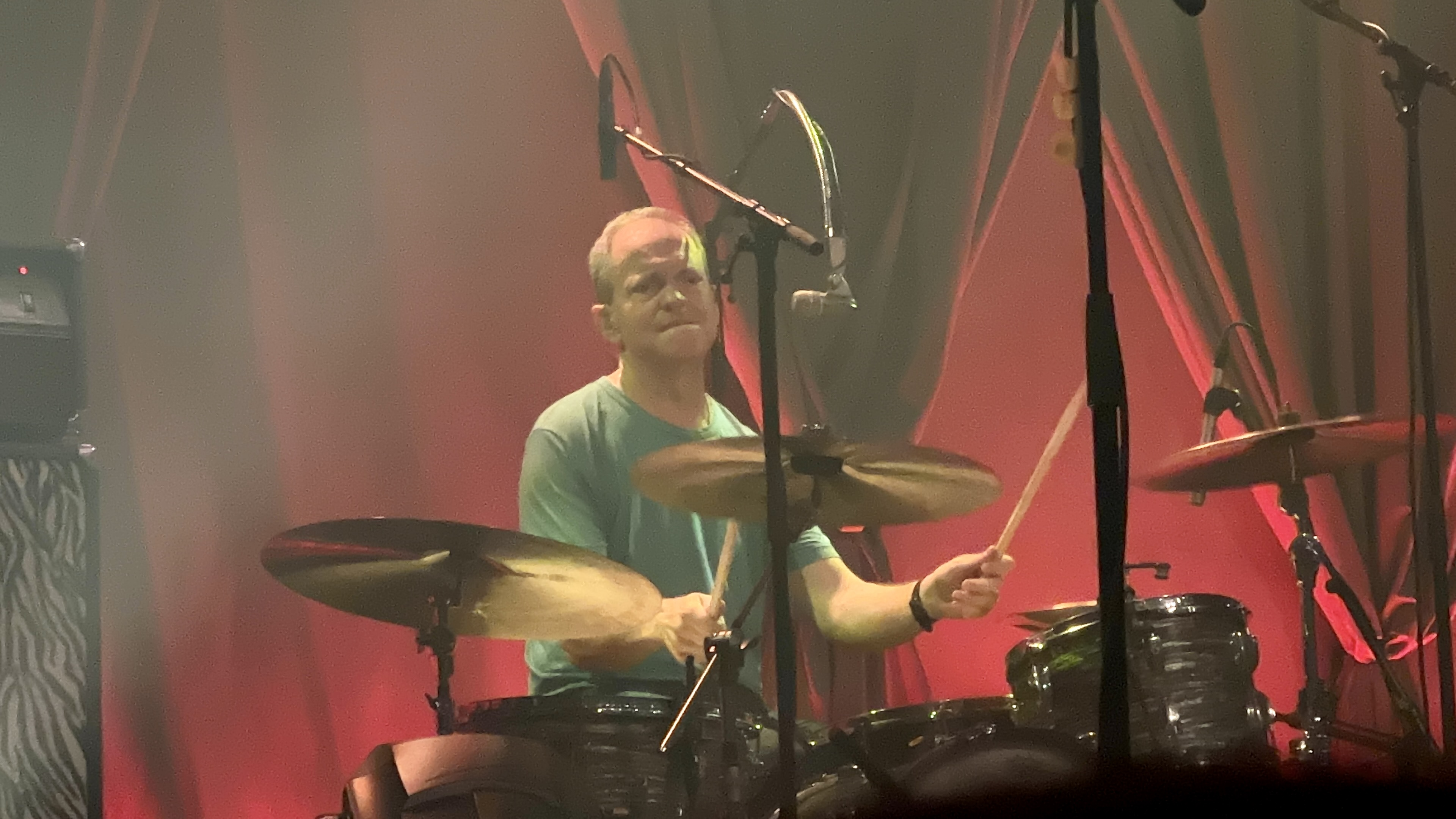

Jacob Slichter, né le 5 avril 1961, est un musicien américain.

## Biographie
Diplômé en histoire et d'African American Story de l'université Harvard, il est invité à compléter la formation du groupe de rock alternatif originaire de Minneapolis Semisonic. C'est en 1995 qu'il en devient le batteur, participant à l'enregistrement des cinq albums du groupe. 
Jacob Slicher est également l'auteur de So You Wanna Be a Rock & Roll Star, œuvre racontant le parcours du groupe Semisonic dans le monde de la musique.

## Discographie avec Semisonic
- 1995 : Pleasure (EP)
- 1996 : Great Divide
- 1998 : Feeling Strangely Fine
- 2001 : All About Chemistry
- 2003 : One Night at First Avenue

## Sources
- Wikipédia anglophone